# 오베르토 (오페라)

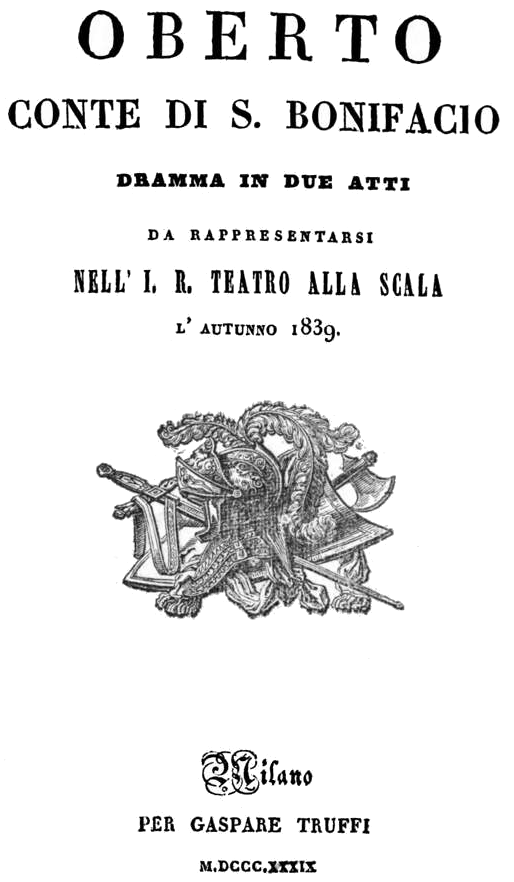

오베르토는 주세페 베르디가 1839년에 작곡한 오페라이다.